# Famille Jauch
Pour les articles homonymes, voir Jauch.

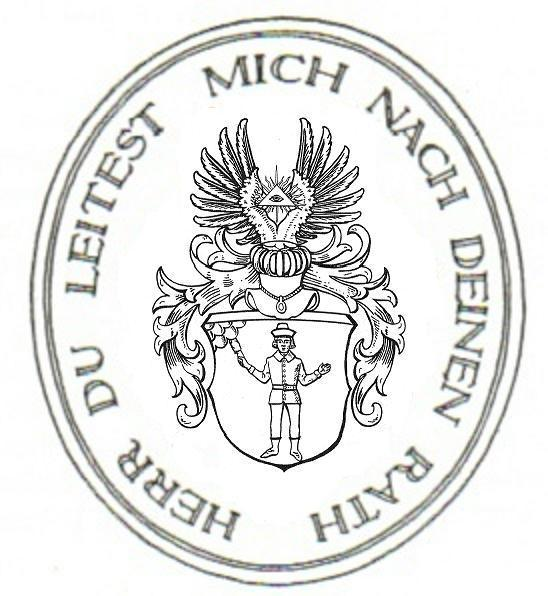
L'armorial des Jauch
avec la devise : « Seigneur tu me guideras par ton conseil »

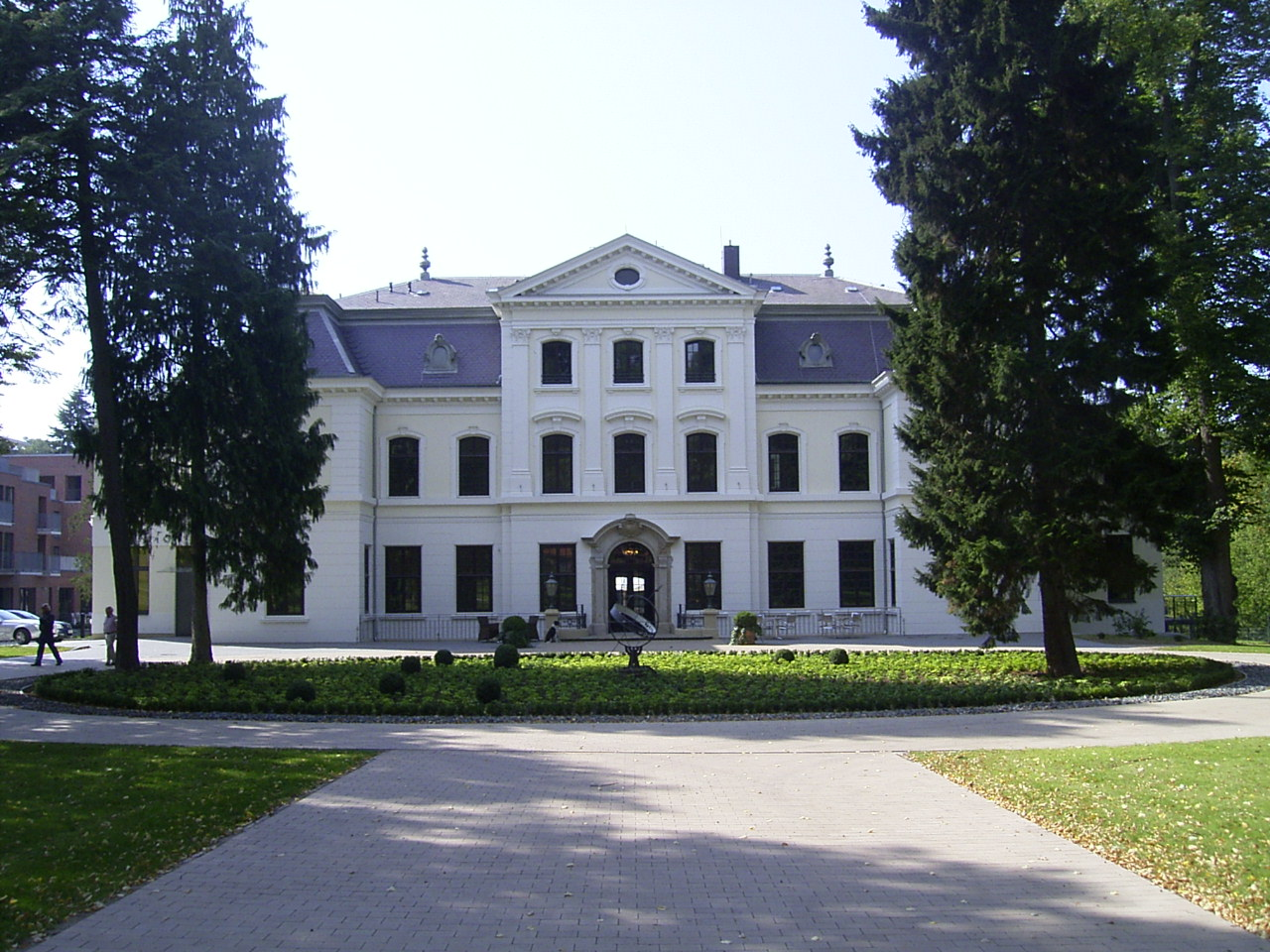
Manoir de Wellingsbüttel

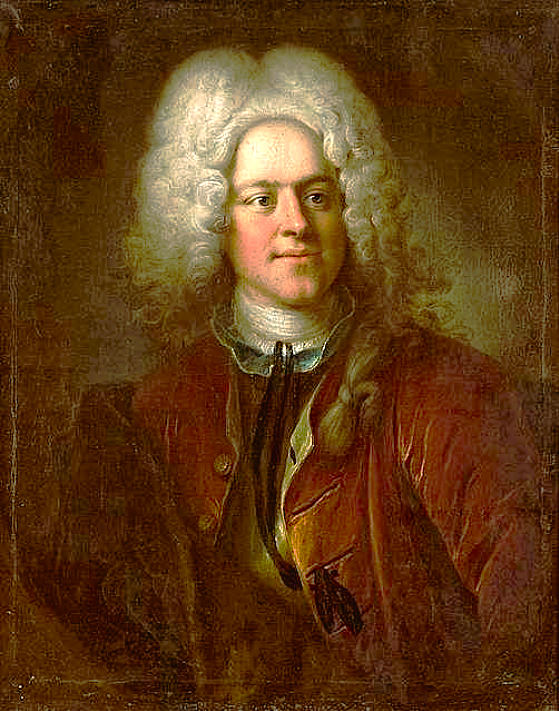
Joachim Daniel von Jauch (1688–1754), major-général et architecte du baroque

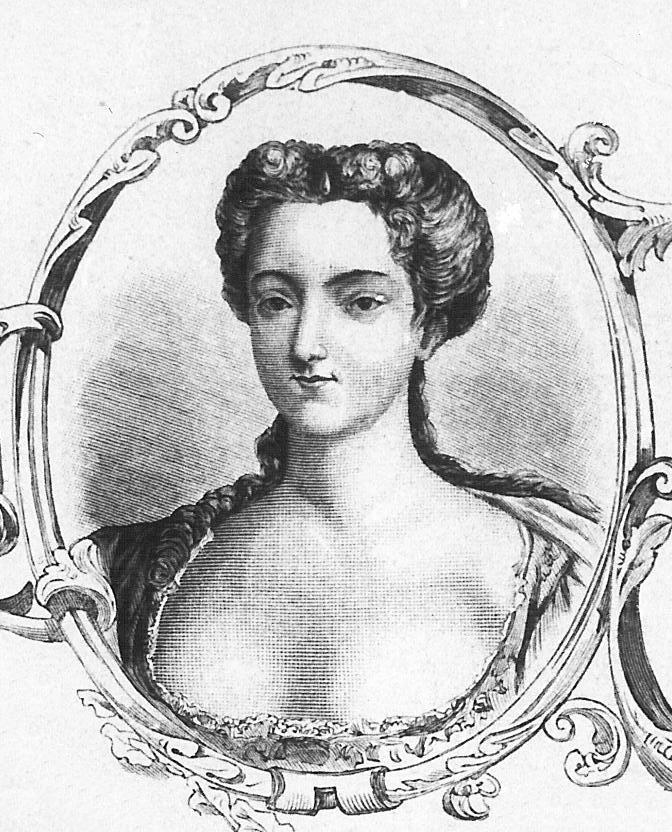
Constance Jauch (1722–1802)

La famille Jauch est une famille allemande de grands-bourgeois (en) (Großbürger) de la ville libre et hanséatique de Hambourg.

## Histoire
Les membres les plus anciens de la famille ont vécu à la fin du Moyen Âge. Les Jauch initialement étaient des paysans. Au milieu du XVIIe siècle, ils étaient en service à la cour du duc de Mecklembourg-Güstrow. En 1688, ils sont devenus des bourgeois de Güstrow et en 1701 de Lunebourg. Johann Christian Jauch (1702-1788) fut le plus ancien chanoine et vice-doyen du chapitre de la cathédrale luthérienne de Bardowick.
Son petit-fils, Johann Christian Jauch (1765-1855), a obtenu le privilège de bourgeoisie de la ville libre d'empire et de la Hanse Hambourg (Freie Reichs- und Hansestadt Hamburg) en 1799, et par la suite le caractère héréditaire dans la ligne masculine Großbürger (grand bourgeois). La famille Jauch est depuis membre de la classe supérieure des bourgeois hanséatiques. Cette classe sociale, jusqu'à la révolution allemande de novembre 1918, supérieure économiquement, politiquement et socialement, bénéficiait de privilèges constitutionnels, ceux de la république souveraine de Hambourg, comme pour celles de Brême et de Lubeck. 
Les Jauch acquirent les seigneuries de Wellingsbüttel, jadis la résidence du duc Frédéric Charles Louis de Schleswig-Holstein-Sonderbourg-Beck, ainsi que de Schönhagen et de Krummbek, possédées antérieurement par le comte von Luckner, maréchal de France.
L'architecte Joachim Daniel von Jauch (en) (1688–1754) est élevé à la pairie en Saxe et Pologne et sa descendance masculine s'éteint à la fin du XVIIIe siècle. Ce célèbre architecte d'Auguste II de Pologne, était responsable du développement de la ville de Varsovie, à l'époque faste de l'art baroque, et épousa (en 1720) la fille naturelle du major-général russe Burckhardt Christoph von Münnich. 
Parmi les représentants remarqués des Jauch de Hambourg figurent, entre autres, Walter Jauch (1888–1976), qui a fondé la compagnie d'assurances Jauch & Hübener, la maison de courtage la plus importante d'Allemagne, mais également Günther Jauch (né en 1956), un présentateur de télévision et producteur de télévision, l'un des plus populaires d'Allemagne. En 2010 Günther Jauch rachète le fameux domaine viticole von Othegraven avec le manoir datant du XIXe siècle, près de la Sarre, qui était dans les mains des ancêtres de sa grand-mère paternelle depuis 1805 ; l'ensemble est un patrimoine culturel protégé par l'État.
Parmi les descendants des Jauch par les femmes figurent le révolutionnaire et historien polonais fameux, Joachim Lelewel, le peintre Johann Friedrich Overbeck, le lauréat du prix Nobel de littérature Henryk Sienkiewicz, les Lords Bolton, pairs de Grande-Bretagne, ainsi que fes princes polonais, LL. AA. SS. les princes Czartoryski et les princes Woroniecki.

## Autres membres de la famille
- Görge Jauch (1606–1675), maire de Sulza
- Ingeborg Jauch, née Nicolai (~1638–avant 1696), femme de chambre et confidente de la duchesse régnante Magdalena Sibylle de Mecklembourg-Güstrow
- Johann Christopher Jauch (1669–1725), doyen des églises protestantes à Lunebourg (Superintendent)
- Catharina Elisabeth (1671–1736), épouse du colonel Johann Christoph von Naumann, qui a construit de 1721 à 1733 le château d'Hubertsbourg
- Juliana Agnesa (1673–après 1712), épouse du baron Johann Rudolf von Schmiedel, conseil d'état et préfet d'un arrondissement (Amtshauptmann)
- Franz Georg Jauch (1682–après 1753), lieutenant-colonel dans la garde royale polonaise avec le rang d'un colonel en relation avec les autres régiments, participant du jugement sanglant de Toruń comme capitaine et chef d'une compagnie de la garde
- Tobias Christoph Jauch (1703–1776), magistrat à Lunebourg
- Adolph Jauch (1705–1758), notaire à Hanovre
- Heinrich Georg Jauch (né en 1709), lieutenant-colonel dans la garde royale polonaise avec le rang d'un colonel en relation avec les autres régiments
- Carl Jauch (1735–1818), juge à Horneburg et chanoine séculier du chapitre de la cathédrale luthérienne  de Bardowick
- Friedrich August Jauch (1741–1796), conseiller municipal et sénateur à Hanovre
- August Jauch (1861–1930), seigneur de Fernsicht et député des notables, non élu, au parlement de la république de Hambourg
- Hans Jauch (1883–1965), colonel et chef d'un corps franc de 1919 à 1921, qui a combattu à la bataille de Verdun. Pendant la Seconde Guerre mondiale, il était commandant du Dulag 205 à Donges, Ingrandes, Berditschew, Kiev et Poltava et puis du Stalag VI-F à Bocholt. Il était l'époux d'Elsa von Othegraven, arrière-petite-nièce du lieutenant-général Thomas von Othegraven qui avait permis la victoire prussienne à la bataille de Katzbach en 1813 par une attaque conduite en personne à la tête des soldats de son bataillon, armés de leurs baïonnettes
- Heinrich Jauch (1894–1945), procureur à Hambourg, qui avait mis en accusation en 1934 Richard Krebs (alias Jan Valtin) et en 1937 Alfred Toepfer
- Robert Jauch (1913–2007), lieutenant de première classe de l'artillerie, a été un des six mille soldats allemands de la VIe armée qui ont survécu à la bataille de Stalingrad et à la captivité en URSS.

## Autres descendants

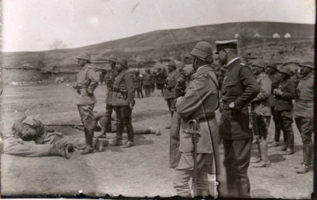
Otto von Feldmann (à droite) et Enver Pascha pendant la bataille de Sarıkamış en 1914

- Christian Adolph Overbeck (1755–1821), fils d'Eleonora Maria Jauch (1732–1797) et père du peintre Johann Friedrich Overbeck, a été ambassadeur de sa ville natale Lubek à Paris, attendant en 1810 le mariage du Napoléon Ier avec Marie-Louise d'Autriche
- Albert Deetz (1798–1859), fils de Ludovica Jauch (1772–1805), colonel et commandeur de Francfort, a été un des députés du parlement de Francfort qui ont offert la couronne impériale à Frédéric-Guillaume IV de Prusse
- Otto von Feldmann (1873–1945), petit-fils de Charlotte Jauch, lieutenant-colonel à l'état-major de la Turquie et donc un des responsables indirects du génocide arménien de 1915-16
- Karl Fischer von Treuenfeld (en) (1885–1946), lieutenant-général et SS-Gruppenführer, commandant de la 10e Panzerdivision SS Frundsberg, commandant de la Waffen-SS en Italie, confident d'Erich Ludendorff, qui avait conspiré en 1923 pendant le Putsch de la Brasserie avec lui et Adolf Hitler, responsable de la prise d’assaut de l'église Saint-Cyrille-et-Méthode en 1942, commandant des Waffen-SS dans le Protectorat de Bohême-Moravie
- Prot Lelewel (1790–1884), petit-fils de Constance Jauch, capitaine, qui a combattu sous Poniatowski dans la campagne de Russie (1812) et la bataille de Leipzig, officier de la Légion d'honneur et décoré avec le Virtuti Militari.

## Cousins et parents éloignés des Jauch
- Hans Oster (1887–1945), major-général et opposant au nazisme, cousin de Walter Jauch, qui fut aidé par Jauch & Hübener
- Teresa Lelewelowna (1752–1814), fille de Constance Jauch, était mariée au frère de l’archevêque polonais et métropolite catholique de  Russie, Mgr Kasper Kazimierz Cieciszowski
- Carmen Carlota Lührsen (1877–1958), petite-fille de Charlotte Jauch, était mariée à Henry Montagu Villiers de la maison des comtes de Clarendon (Earls of Clarendon), petit-fils du premier ministre du Royaume-Uni John Russell, cousin du philosophe et lauréat du prix Nobel de littérature Bertrand Russell et neveu de Robert Lytton, vice-roi des Indes
- Jadwiga Walewska (née en 1740) était arrière-grand-tante des Lelewel, descendants de Constance Jauch. Elle était parallèlement belle sœur de la comtesse Marie Walewska (1786–1817), maîtresse de Napoléon Ier, empereur des Français.
- Stefan, comte Rostworowski (né en 1907), descendant de Constance Jauch, était le mari de Maria Elżbieta, princesse Światopełk-Czetwertyńska, et descendant de Talleyand[1].

## Pour approfondir